# Nguyễn Phúc Miên Sủng
Nguyễn Phúc Miên Sủng (chữ Hán: 阮福綿寵; 8 tháng 4 năm 1831 – 23 tháng 7 năm 1865), tước phong Tuy Biên Quận công (綏邊郡公), là một hoàng tử con vua Minh Mạng nhà Nguyễn trong lịch sử Việt Nam.

## Tiểu sử
Hoàng tử Miên Sủng sinh ngày 26 tháng 2 (âm lịch) năm Tân Mão (1831), là con trai thứ 53 của vua Minh Mạng, mẹ là Lục giai Tiệp dư Nguyễn Thị Viên. Ông là con đầu lòng của bà Tiệp dư. Ông là người có học hạnh, làm việc gì cũng biết giữ lễ.
Năm Minh Mạng thứ 21 (1840), ông được sách phong làm Tuy Nhân Quận công (綏仁郡公) khi mới 10 tuổi. Cũng trong năm đó, vua Minh Mạng cho đúc các con thú bằng vàng để ban thưởng cho các hoàng thân anh em, các hoàng tử công và hoàng tử chưa được phong tước. Quận công Miên Sủng được ban cho một con kỳ lân bằng vàng nặng 4 lạng 1 đồng cân.
Năm Thiệu Trị thứ 2 (1842), vua cải phong cho hoàng đệ Miên Sủng làm Tuy Biên Quận công (綏邊郡公), vì chữ Nhân là thụy hiệu của vua Minh Mạng.
Năm Tự Đức thứ 18, Ất Sửu (1865), ngày 3 tháng 7 (âm lịch), quận công Miên Sủng mất, hưởng dương 35 tuổi, thụy là Cẩn Mục (謹穆). Tẩm mộ của ông được táng tại Nguyệt Biều (nay là một phần của xã Thủy Bằng, Hương Thủy, tỉnh Thừa Thiên Huế), còn phủ thờ dựng ở Nam Phổ (Phú Vang, Huế).
Quận công Miên Sủng có bốn con trai và hai con gái. Ông được ban cho bộ chữ Phong (風) để đặt tên cho các con cháu trong phòng. Con trai trưởng là công tử Hồng Siêu, con của ông với người vợ thứ, tập phong làm Kỳ ngoại hầu (畿外侯).